# Sarız (district)
Sarız is een Turks district in de provincie Kayseri en telt 12.705 inwoners (2007). Het district heeft een oppervlakte van 1220,4 km². Hoofdplaats is Sarız.
De bevolkingsontwikkeling van het district is weergegeven in onderstaande tabel.
| 1997   | 2000   | 2007   |
| ------ | ------ | ------ |
| 16.984 | 14.596 | 12.705 |